# 田村義雄
田村 義雄（たむら よしお、1947年8月23日 - ）は、日本の官僚。環境事務次官。神奈川県出身。
麻布高等学校、東京大学法学部第2類（公法コース）卒業後、1971年（昭和46年）大蔵省入省。理財局次長、大臣官房総括審議官、関税局長を経て環境省に転じ、大臣官房長、総合環境政策局長を歴任し、2006年（平成18年）環境事務次官。
退官後は環境省顧問を経て、駐クロアチア大使。2023年、瑞宝重光章受章。

## セクハラ疑惑報道と大使交代
2011年、特命全権大使として赴任中のクロアチア大使館の事務職員として勤務する20代のクロアチア人女性に対し、車内で抱き寄せて強引にキスをしたり、足を撫で回したり、抱きついて身体を触ったりしたといった常習的なセクハラ疑惑が報じられた。田村は疑惑を否定した。現地からの訴えを受けて外務省側が1月に行った稲葉一生監察査察官を査察使監とする調査に対し田村は全面否定したが、外務省内部査察報告書は「現地職員を被害者とするセクシュアルハラスメントの事例が認められた」と明記し、事実を大筋で認定した。ただし、「再発防止の約束が得られた」として同年12月の人事異動の形を取り、処分は行わない方針をとった。この報告書には、田村による大使館に勤務する日本人職員へのパワーハラスメントや、酒気帯び運転をした疑いへの言及もあった。疑惑報道に関して外務省政務三役（民主党議員）の一人は「話は少し前に知った。公にならない形で対処する」と述べた。クロアチア外務省は日本でのセクハラ報道を知り、東京の駐日クロアチア大使館に記事の詳細な翻訳を送るように指示した。

## 略歴
- 東京大学法学部第2類（公法コース）卒業[2]
- 1970年（昭和45年） 国家公務員採用上級甲種試験（経済）合格
- 1971年（昭和46年） 大蔵省入省（主税局国際租税課）
- 1973年（昭和48年）6月 西ドイツ留学（ハイデルベルク大学)
- 1975年（昭和50年）7月 理財局国債課企画係長[10]
- 1976年（昭和51年）7月 清水税務署長
- 1977年（昭和52年）7月 大臣官房調査企画課長補佐
- 1979年（昭和54年）7月 外務省研修所
- 1980年（昭和55年）5月 在西ドイツ大使館二等書記官、一等書記官
- 1983年（昭和58年）6月 主税局税制第三課長補佐
- 1984年（昭和59年）7月 主税局税制第一課長補佐
- 1985年（昭和60年）7月 主税局税制第二課長補佐（総括・酒税）[11]
- 1986年（昭和61年）6月 大臣官房企画官兼主税局総務課
- 1987年（昭和62年）7月 大臣官房企画官兼主税局税制第一課
- 1988年（昭和63年）6月 三重県総務部長
- 1990年（平成2年）7月 主計局主計企画官（財政計画担当）[12]
- 1991年（平成3年）
  - 6月 主計局調査課長
  - 11月 大蔵大臣秘書官事務取扱
- 1992年（平成4年）12月 主計局調査課長
- 1993年（平成5年）7月 主計局主計官
- 1994年（平成6年）7月 銀行局中小金融課長
- 1995年（平成7年）5月 大臣官房調査企画課長
- 1997年（平成9年）7月 大阪国税局長
- 1998年（平成10年）7月 理財局次長（理財担当）
- 2001年（平成13年）
  - 1月 財務省大臣官房総括審議官
  - 7月 関税局長
- 2003年（平成15年）7月 環境省大臣官房長
- 2004年（平成16年）7月 環境省総合環境政策局長
- 2006年（平成18年）9月 環境事務次官
- 2008年（平成20年）
  - 7月?日
    - 退官
    - 環境省顧問
- 2009年（平成21年）3月 特命全権大使クロアチア駐箚
- 2011年（平成23年）12月大使館同大使退任

## 親族
橋本利一（元通商産業審議官、元資源エネルギー庁長官）は義父。